# Люстерник, Малкиель
Малкиель (Максимилиан Аронович) Люстерник (ивр. מלכיאל לוסטרניק‎, пол. Maksymilian Lusternik; 1912, Лодзь, Петроковская губерния — 1943, Освенцим) — еврейский поэт, публицист, литературовед и переводчик. Писал на иврите, идише и польском языке.

## Биография
Родился в 1911 году в Лодзи в многодетной еврейской семье. Его отец Арон Ерихимович Люстерник (1868 — 30 сентября 1936), уроженец Лодзи, был совладельцем фабрики; мать — Мерка Тодрисовна Пикельная (1868—?), родом из Новогрудка, была домохозяйкой. Во время Первой мировой войны семья некоторое время находилась в эвакуации в Смоленске, откуда вернулась в Лодзь. Родители были сторонниками просветительского движения Хаскала и сионизма.
Учился в основанном поэтом и драматургом Ицхоком Кацнельсоном детском саду с обучением на иврите, окончил польскую гимназию с обучением на иврите. Изучал гуманитарные науки и древнюю литературу в Варшавском университете. Под влиянием Ицхока Кацнельсона в 1927 году дебютировал стихами на иврите, позже начал также публиковать поэзию на идише. Был активистом молодёжного сионистского движения «Гордония», для которого написал гимн и редактировал его публикации на иврите, идише и польском языках.
В начале 1930-х годов публиковался в варшавской еженедельной ивритоязычной газете «Ба-дерех» (В дороге) и в изданиях группы молодых еврейских писателей на идише. Позже публиковался в выходивших на идише газетах «Лодзер тагеблат» (Lodzer Tageblatt) и «Найер фолксблат» (Новая еврейская газета) в Лодзи, ежедневной газете «Хайнт» (Сегодня) в Варшаве. Помимо собственных стихов публиковал также переводы современной поэзии с иврита на идиш и с идиша на иврит, а также с иврита на польский язык. Так, в его переводах на иврит среди прочего вышли стихотворения группы молодых поэтов Лодзи — Мойше Бродерзона, Исроэла Рабона, Хаима-Лейба Фукса (1897—1984), Исроэла Штерна (1894—1942). Печатался в ежегодниках «Сефер ха-Шана Ле-Йехуде Полания» (Ежегодник для польских евреев, 1934—1936). В 1933 году под его редакцией в Лодзи была на иврите издана антология «Решит» (Начало, Rejszyt: miesięcznik społeczno-literacki), в которую вошли его статьи о литературе на идише; в 1932—1934 годах вместе с поэтом Бар Померанцем (1901—1942) и прозаиком Цви Зевулуном Вайнбергом (1884—1971) издал десять брошюр «W Drodze: pismo młodzieży żydowskiej» и «Nasze Słowo: pismo młodzieży żydowskiej». Состоял членом редколлегии (с Бар Померанцем и Йохананом Аком, 1896—1981) ежеквартальника «Техумим» (Границы, Лодзь и Варшава, 1937—1939).
В книжной форме опубликовал два поэтических сборника на иврите — «Суфат авив: ширим» (Весенняя гроза, Лодзь—Варшава, 1935) и «Ахот» (Варшава, 1939), книгу «А. Д. Гордон, зайн лебм ун шафн» (А. Д. Гордон, его жизнь и творчество, 1935) на идише, последняя с приложением переводов статей Гордона вышла и на польском языке («Gordon czlowiek i mysliciel: Wybor artykulow i listow AD Gordona», Warszawa: Swiatowa komenda org. «Gordonja», 1935). Отдельным изданием были изданы его польские переводы поэзии Хаима Арлозорова (Ch. Arlozorow. Wybór pism: Szklany mur / z hebrajskiego przelozyli M. Lusternik i I. Trief. Lodz: Kedem, 1936).
После захвата нацистами Лодзи бежал в Варшаву, где был заключён в Варшавское гетто. Вместе с Элхононом Цейтлиным, Гилелем Зайдманом (1915—1995) и другими организовал подпольную сионистскую группу «Текума» (Сопротивление). Весной 1940 года был переправлен в Гетто Опатува, где 20 сентября 1942 года умерла его дочь (матерью ребёнка в сохранившихся документах указана Рухля Левензон, которая до оккупации жила в Опатуве). 22 октября 1942 года всё население еврейского гетто было выселено из Опатува, Малкиель Люстерник с группой мужчин был переправлен на принудительные работы в концлагерь в Стараховице, откуда бежал и некоторое время скрывался в Варшаве на улице Новый Свят. Был пойман и после ликвидации Варшавского гетто в 1943 году вместе с другими обнаруженными вне гетто евреями помещён в гостиницу «Hotel Polski», откуда переправлен в концентрационный лагерь Освенцим и убит в том же году.

## Семья
- Брат — Лазарь Аронович Люстерник (1899—1981), математик.
- Сестра — Изабелла (в первом браке Клейн, во втором — Нейман, 1904—1992), польская театральная актриса, известная под сценическим псевдонимом «Иза Фаленска» (пол. Iza Faleńska)[12], играла на сцене театров Варшавы и Лодзи[13][14]; жила в Ницце со своим мужем Станиславом Адольфом Нейманом (1882—1952), уроженцем Харькова, журналистом, представителем Польши в Лиге наций[15][16].
- Сёстры Рухл (Рома, 1898—1942)[17], Роза (1913—1942) и брат Ицик (1908—1942) вместе с детьми и семьями были убиты в Лодзинском гетто[15]. Брат Теодор (Тодрис, 1916—1943) был убит в Новогрудском гетто[18]. Сестра Анна (в замужестве Петриковская-Маргулес, 1907—1975), жила в Нантере; другая сестра Элька (Хелена Бергер, 1902—1938) — в подмандатной Палестине.
- Двоюродная сестра — Эстер Пикельная (1893—1990), художница Парижской школы, известная как «Стера Бархан» (фр. Stera Barchan). Первым браком была замужем за художником Мане-Кацем; её второй муж — прозаик, критик и фотограф Павел (Хаим) Абрамович Бархан (фр. Pawel (Paul) Barchan, 1876—1942), автор книги «Петербургские ночи» (1910)[19]; погиб в Освенциме[20]. Двоюродная сестра Рая Пикельная была замужем за видным польским врачом (терапевтом и эндокринологом), учёным-медиком, историком и философом науки Леоном Шифманом (пол. Leon Szyfman, 1891—1964), автором книги воспоминаний на иврите[21]; она погибла с двумя дочерьми в Варшавском гетто[22]. Двоюродный брат — Роберт Маркусович Пикельный (1904—1986), художник Парижской школы, деятель русской эмиграции во Франции, жил на Монпарнасе[23].